# Projet INDESO
INDESO est un projet de gestion du milieu aquatique Indonésien qui a débuté en 2012 et pour une durée de quatre ans. 

## L’archipel Indonésien menacé
L'archipel Indonésien est le plus vaste du monde, c’est aussi l’un des réservoirs majeurs de la biodiversité marine de la planète. Cette région alimente annuellement l’industrie de la pêche (2e plus gros producteur de poisson au monde), de l’aquaculture et du tourisme. Cependant, ces ressources sont actuellement très menacées. En effet la pêche illégale qui a lieu dans cette région prélève chaque année entre 2 et 3 milliards de Dollars de poisson au gouvernement et aux pêcheurs Indonésiens.  Sans compter les problèmes environnementaux qui viennent affaiblir un peu plus les ressources naturelles (réchauffement climatique, pollution des eaux, déforestation du littoral). Le secteur halieutique représente l’une des principales ressources du pays, en effet 20 % de la population dépend de ce secteur. 

## Objectif
L’objectif d’INDESO est d’établir une gestion des pêches maîtrisée et durable en Indonésie et ceci en développant les applications suivantes :
- Lutte contre la pêche illégale (identification de navires suspects grâce aux données radar et de localisation)
- Gestion des ressources halieutiques (ressources thonières en particulier grâce à une gestion des données de captures)
- Gestion intégrée des zones côtières et des aires marines protégées (Par le biais de cartographies maritime et d’un centre d’océanographie spatiale)
- Suivi et protection de l'état des récifs coralliens
- Support à la crevetticulture et à l’aquaculture industrielle (définition des implantations)
- Support au développement de la culture des algues (pour l’industrie alimentaire et cosmétique)
- Protection environnementale (détection des pollutions accidentelles d’hydrocarbures par imagerie radar)

## Impacts d’INDESO
Impacts économiques : La réduction de la pêche illégale et une amélioration des moyens de surveillance des pêches pourraient faire économiser des sommes très importantes au gouvernement car on estime que la pêche illégale pille chaque année près de 2 milliards de $ de ressource halieutique en Indonésie. 
Impacts sociaux : en 2015, on estime que 20 % de la population indonésienne dépend du secteur halieutique. INDESO permet de maintenir ce secteur tout en offrant de meilleures conditions de vie aux communautés de pêcheurs.
Impacts environnementaux : le contrôle des pêches permet de préserver certaines espèces de poissons, de suivre des habitats marins sensibles tel que les récifs coralliens et de lutter contre la pollution par les hydrocarbures.
Impacts institutionnels : Les outils d'aide à la décision et à la gestion permettent une plus grande collaboration entre les différents organismes qui œuvrent dans le même but, celui du développement du secteur halieutique, dans le respect de l'environnement et pour une gestion durable. L'Indonésie a pour ambition de devenir le premier producteur mondial des produits de la mer.

## Moyens techniques
Le projet INDESO vise à modéliser et à assurer une gestion durable des ressources marines et à en améliorer la connaissance via l’acquisition et l’analyse de données satellites, d’observations in-situ et de modèles numériques. Une fois traitées dans le centre de contrôle mis en place et grâce à l’utilisation de divers logiciels et applications, ces données permettent au gouvernement d’assurer un contrôle sur l’ensemble des zones maritimes de l’Indonésie.  
Il comporte cinq composantes : 
- Fourniture d’infrastructures (antenne de réception satellite), équipements (notamment informatiques), acquisition et formatage des modèles, acquisition des données satellite.
- Développement d’applications spécifiques (développement, simulation, calibrage, validation).
- Ressources humaines et management de projet (études supérieures de l’équipe projet, gestion).
- Accompagnement du gouvernement indonésien (formations académiques, projets pilotes de recherche, etc.)
- Construction de bâtiments (ex. : Centre opérationnel à Bali).

## Principaux acteurs du projet INDESO
Le projet INDESO est né en 2012 de l’initiative du Ministère des Affaires Marines et de la Pêche Indonésien (KKP) et de l’entreprise Française Collecte Localisation Satellite (CLS) grâce au financement de l’Agence Française de développement (AFD). D’autres acteurs ont également joués un rôle important : l’IFREMER, l’IRD, CEVA, Viasat et Mercatorocean. Le montant total du projet s’élève à 31.5 MUSD, dont 30 MUSD de prêt AFD assorti de conditions de taux concessionnelles.

## Le modèle SEAPODYM pour comprendre les dynamiques des populations d'espèces exploitées
CLS développe un modèle d’écosystème marin SEAPODYM alimenté par des champs physiques et biogéochimiques et simulant plusieurs composantes du réseau trophique marin et les dynamiques de populations d’espèces exploitées. 